# Dionysia assadii
Dionysia assadii är en viveväxtart som beskrevs av Amir Borjian 2014. Dionysia assadii ingår i dionysosvivesläktet som ingår i familjen viveväxter. Dionysia assadii är namngiven efter den iranske professorn Mostafa Assadi.
Dionysia assadii växer på nordvättande kalkhaltiga bergssluttningar i Fars i Iran på höjder kring 3000 meter över havet. Den formar små kompakta grågröna kuddar mycket lika de hos Dionysia esfandiarii och hör också till subsektionen Revolutae i sektionen Dionysiopsis (Pax) Melchior.
Bladen är något längre än hos D. esfandiarii och blir upp till 5,5 mm långa blommorna är också blåare än hos esfandiarii.

## Bilder

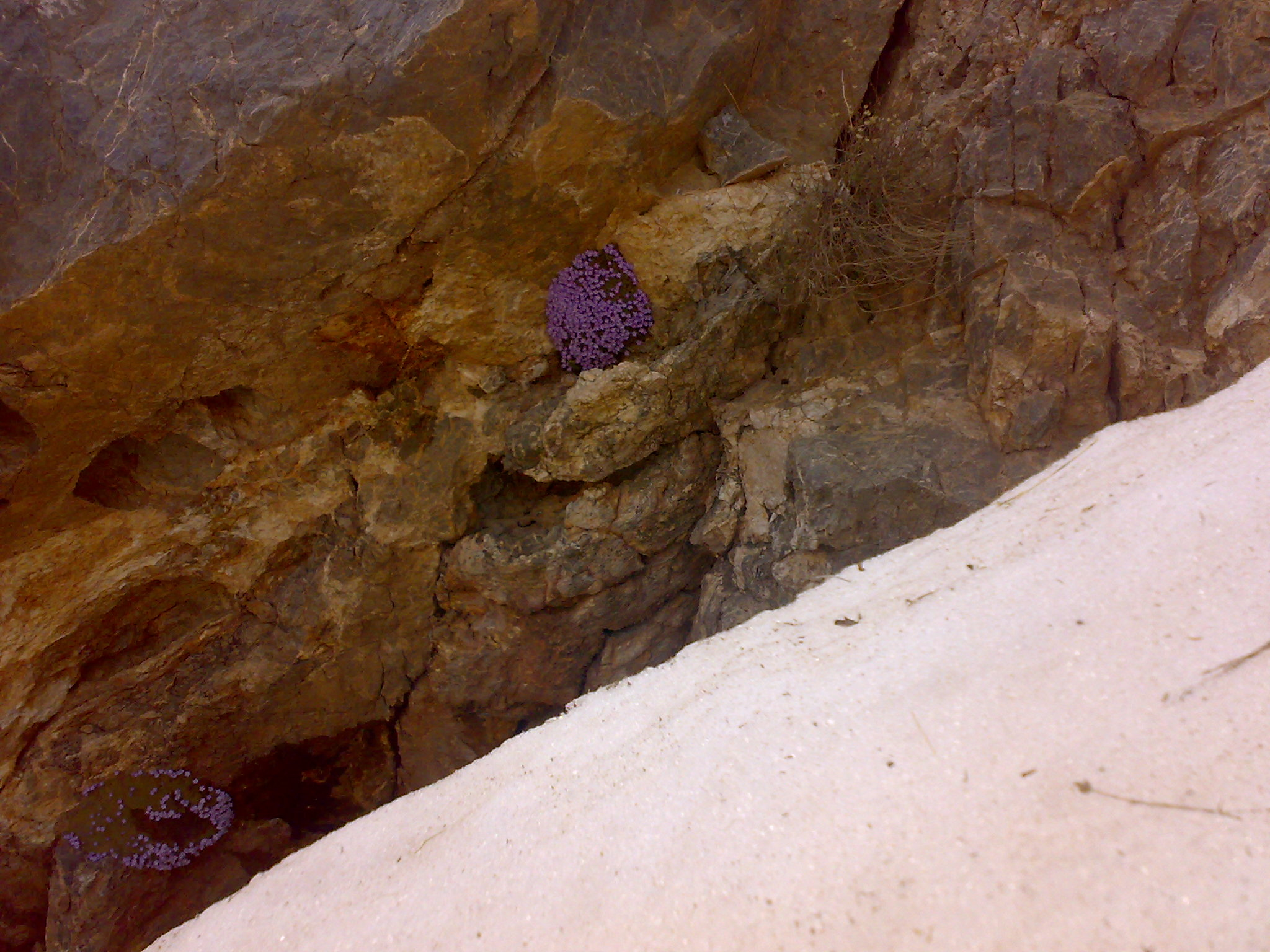